# 34-es villamos (Budapest)
A budapesti 34-es jelzésű villamos a Közvágóhíd és a Madách tér között közlekedett. A vonalat megszűnésekor a Fővárosi Villamosvasút üzemeltette.

## Története
1909. november 1-jén indult el a Simor utca és a Kispest, Sárkány utca között jelöletlenül, de 1910-től már 34-esként futó viszonylat. 1918-ban a Népligetig való meghosszabbítással útvonala az alábbi volt: Kispest, Sárkány utca – Wekerle-telep – Üllői út – Népliget. 1927. június 27-étől ismeretlen időpontban a 34-es villamos egy menete Népliget helyett a Baross térig közlekedett munkaszüneti napok kivételével minden nap. 1944 októberében megszűnt.
1949. november 26-án indult újra a Flóra gyár (Soroksári út és a Vágóhíd utca kereszteződése) és a Madách tér között az akkori 33-as, későbbi 22-es villamos betétjárataként. 1951. április 30-án a csepeli gyorsvasút megnyitásához kapcsolodó felszíni forgalmi változások következtében útvonalát a Közvágóhíd – Kálvin tér szakaszra módosították. Negyedéven belül, július 9-én megszüntették, helyét a 22A villamos vette át.